# Hausanschlusswand
Eine Hausanschlusswand ist eine Wand in einem Raum eines Hauses, welches weniger als fünf (Ausnahme: Im Versorgungsbereich der Stadtwerke München bis zu fünf) Wohneinheiten enthält. Auf der Hausanschlusswand befinden sich der Hausanschluss mit den innen liegenden Anschlussleitungen und Betriebseinrichtungen für die Wasserver- und -entsorgung eines Hauses, der Gas- und Fernwärmeversorgung sowie den elektrischen Leitungen und der (eventuell vorhandenen) Telekommunikationsanlage. Auf der Hausanschlusswand werden auch die Leitungen an sogenannten Verteilern bestimmungsgemäß verzweigt. Die Hausanschlusswand unterscheidet sich somit vom Hausanschlussraum, der für Häuser ab fünf Wohneinheiten zwingend vorgeschrieben ist und erweiterte Bedingungen erfüllen muss, wie beispielsweise gewisse Mindestmaße einzuhalten oder zwingend an der Innenseite einer Außenwand liegen muss.
Auf der Hausanschlusswand sind alle zur Versorgung des Hauses benötigten Einrichtungen übersichtlich nach Vorgaben installiert, um sie sicher bedienen und warten zu können.

## Normative Bestimmungen
Die Installation, Betriebseinrichtungen und Sicherheitsvorschriften sowie die Gestaltung der Hausanschlusswand sind in der DIN 18015 festgelegt.

## Ort der Hausanschlusswand
Hausanschlusswände müssen sich über allgemein zugängliche Räume, wie beispielsweise das Treppenhaus, den Kellergang oder direkt von außen, betreten lassen, ohne die Privatsphäre der Wohnungsinhaber zu verletzen. Bei der Anordnung der Betriebsmittel wie beispielsweise Zähler, Verteiler oder Verstärker, gelten die gleichen Bestimmungen wie diese für Hausanschlussräume gelten und in der DIN-Norm 18012 festgelegt sind. Im Gegensatz zum Hausanschlussraum muss sich eine Hausanschlusswand jedoch nicht zwingend an einer Innenseite einer Außenwand des Gebäudes befinden.

## Versorgungsleitungen
Auf der Hausanschlusswand befinden sich in der Regel folgende Anschlüsse:
- Elektrischer Anschluss mit dem Hausanschlusskasten; Hauptpotentialausgleich mit Potentialausgleichsschiene
- Trinkwasserversorgung mit Hauptabsperreinrichtung, Wasserzähler und (eventuell vorhandenen) Filtern
- Gasversorgung mit Hauptabsperreinrichtung, Druckregler, Gasströmungswächter und Gaszähler
- Fernwärmeübergabe
- Abschlusspunkt des Telekommunikationskabels